# Strychnos ignatii
Strychnos ignatii är en tvåhjärtbladig växtart som beskrevs av Peter Jonas Bergius. Strychnos ignatii ingår i släktet Strychnos och familjen Loganiaceae. Inga underarter finns listade i Catalogue of Life.